# Castel San Zeno
Castel San Zeno (in tedesco Zenoburg o Zenoberg) è un castello che si trova a Merano in provincia di Bolzano, su uno sperone di roccia all'ingresso della Val Passiria.
Già i romani avevano posto una base (Castrum Maiensis) per il controllo delle vie commerciali in quel luogo così strategico, nelle vicinanze dell'attuale città di Merano.
Nell'alto medioevo venne eretta la cappella dedicata a san Zeno, meta di pellegrinaggi. Attorno al 470 la chiesa accolse le spoglie di san Valentino di Mais e nel 725 vi fu sepolto san Corbiniano. Pochi anni dopo le spoglie dei due santi vennero traslate altrove, mentre in seguito la cappella cadde in disuso.
Le prime costruzioni fortificate nei dintorni della chiesetta si devono alla famiglia Suppan (XIII secolo). Mainardo II, dopo aver acquisito i fortilizi dei Suppan, tra il 1285 e il 1290 fece erigere la propria residenza fortificata, che sarà una delle sedi della famiglia dei conti di Tirolo fino alla caduta e alla distruzione del castello nel 1347, ad opera delle truppe di Carlo IV del Lussemburgo. Nell'arco del portale del castello si può ancora vedere la più antica raffigurazione dell'aquila del Tirolo (aquila tirolensis).
Il decadimento non fu fermato neppure dagli Asburgo, che subentrarono ai Tirolo, finché nel 1800 Leopold von Braitenberg non l'acquistò cominciando un'opera di restauro portata avanti anche dai suoi discendenti, dei quali citiamo il bisnipote Carl, il figlio di questi Valentino e Zeno, figlio di quest'ultimo ed attuale proprietario della dimora.